# Krajský soud v Ostravě
Krajský soud v Ostravě je krajský soud se sídlem v Ostravě, který má už od roku 1993 zřízenou pobočku v Olomouci. Rozhoduje především o odvoláních proti rozhodnutím okresních soudů, které se nachází v jeho obvodu. Sám jako soud prvního stupně rozhoduje ve specializované agendě (nejzávažnější trestné činy, insolvenční řízení, spory ve věcech obchodních korporací, hospodářské soutěže, duševního vlastnictví apod.), o odvoláních pak rozhoduje Vrchní soud v Olomouci. Vykonává také agendu správního soudnictví. V něm má zvláštní celorepublikovou věcnou příslušnost pro rozhodování o žalobách proti správním rozhodnutím, kterým se umisťuje nebo povoluje stavba dopravní infrastruktury.
V těsné blízkosti budovy soudu se nachází areál Vazební věznice Ostrava.

## Soudní obvod
Přímo do obvodu Krajského soudu v Ostravě patří obvody těchto okresních soudů:
- Okresní soud v Bruntále
- Okresní soud ve Frýdku-Místku
- Okresní soud v Karviné
- Okresní soud v Novém Jičíně
- Okresní soud v Opavě
- Okresní soud v Ostravě
- Okresní soud ve Vsetíně (občanskoprávní, obchodní a správní agenda)

Pobočce v Olomouci je svěřena většina věcí z obvodů těchto okresních soudů:
- Okresní soud v Jeseníku
- Okresní soud v Olomouci
- Okresní soud v Přerově
- Okresní soud v Šumperku
- Okresní soud ve Vsetíně (trestní agenda)

## Historie

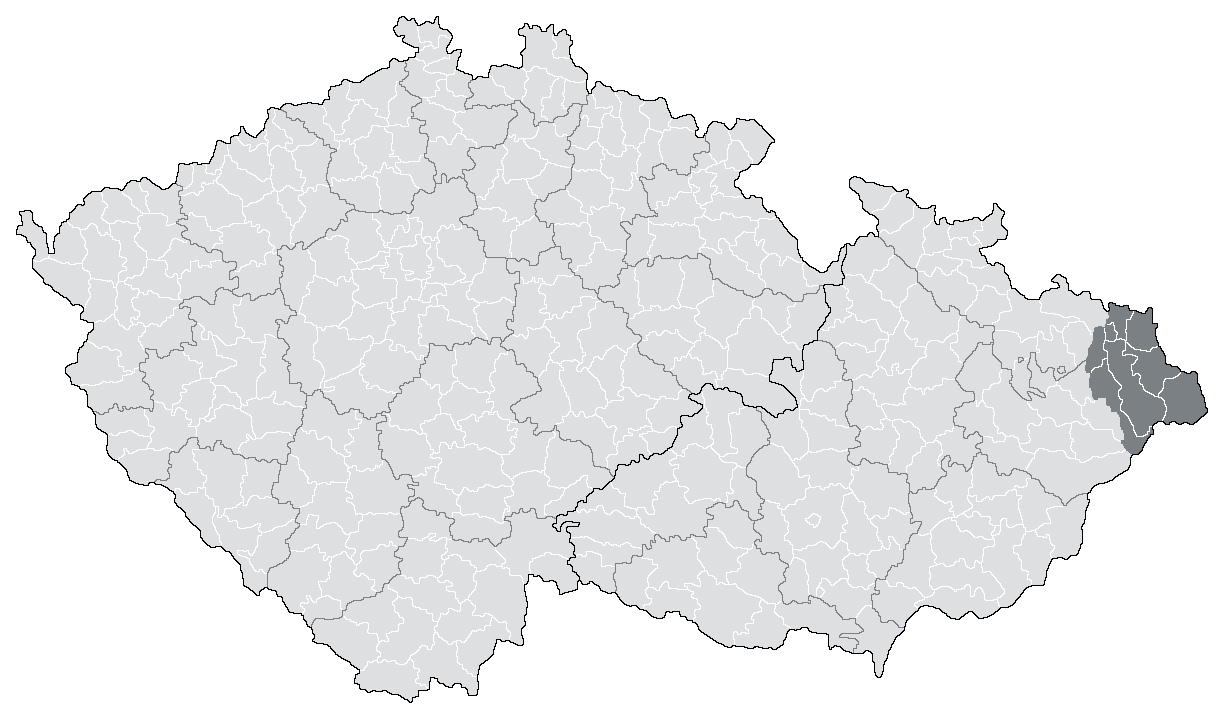
Obvod Krajského soudu v Moravské Ostravě k roku 1930

Krajský soud v Moravské Ostravě byl zřízen roku 1921 pro obvody okresních soudů náležejících do obvodu zrušeného Krajského soudu v Těšíně a dvou okresních soudů z obvodu Krajského soudu v Novém Jičíně. Spadal tehdy do působnosti Vrchního zemského soudu v Brně. Svou činnost zahájil 15. května 1922. Po roce 1949 do jeho působnosti přešla i většina území zrušených krajských soudů v Novém Jičíně a Opavě, po roce 1960 i krajského soudu v Olomouci.
V letech 1992–2000 v jeho obvodu působil samostatný Krajský obchodní soud v Ostravě, rozhodující v obchodních věcech a vedoucí obchodní rejstřík, který byl poté začleněn do obecného krajského soudu.

## Budovy
Soud se nachází v historické budově na Havlíčkově nábřeží v městském obvodu Moravská Ostrava a Přívoz, vystavěné v letech 1926–1929 dle návrhu Ing. Františka Vahaly, a v budovách přilehlých, s nimiž je spojena do jediného stavebního bloku.
Pobočka v Olomouci se nachází v budově dřívějších Moravských tiskáren ze 70. let na Studentské ulici, moderně zrekonstruované v letech 2005–2007, kde sídlí spolu s pobočkou Krajského státního zastupitelství v Ostravě.

## Fotogalerie

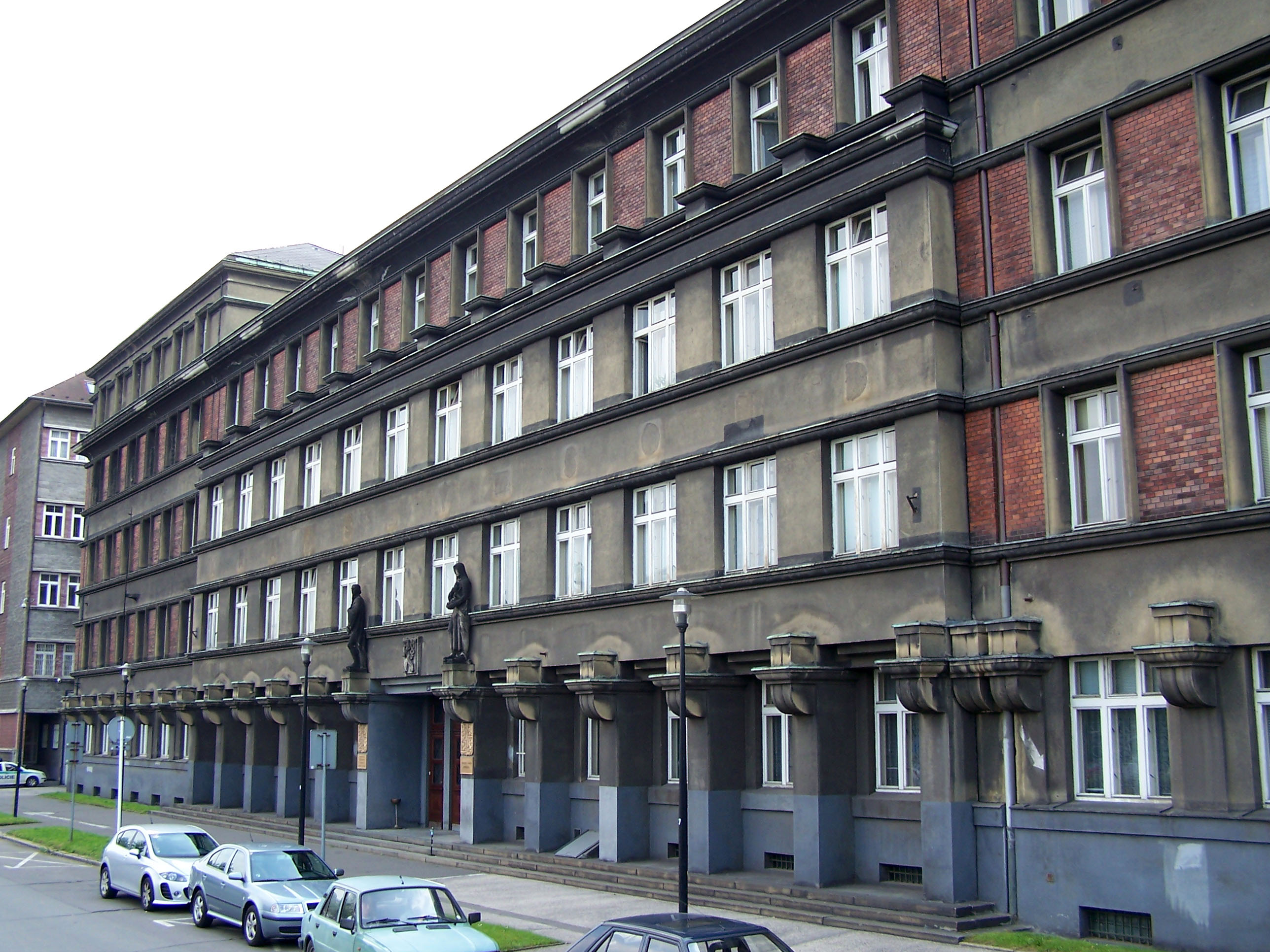
Fasáda soudní budovy od nábřeží (před renovací v roce 2019)
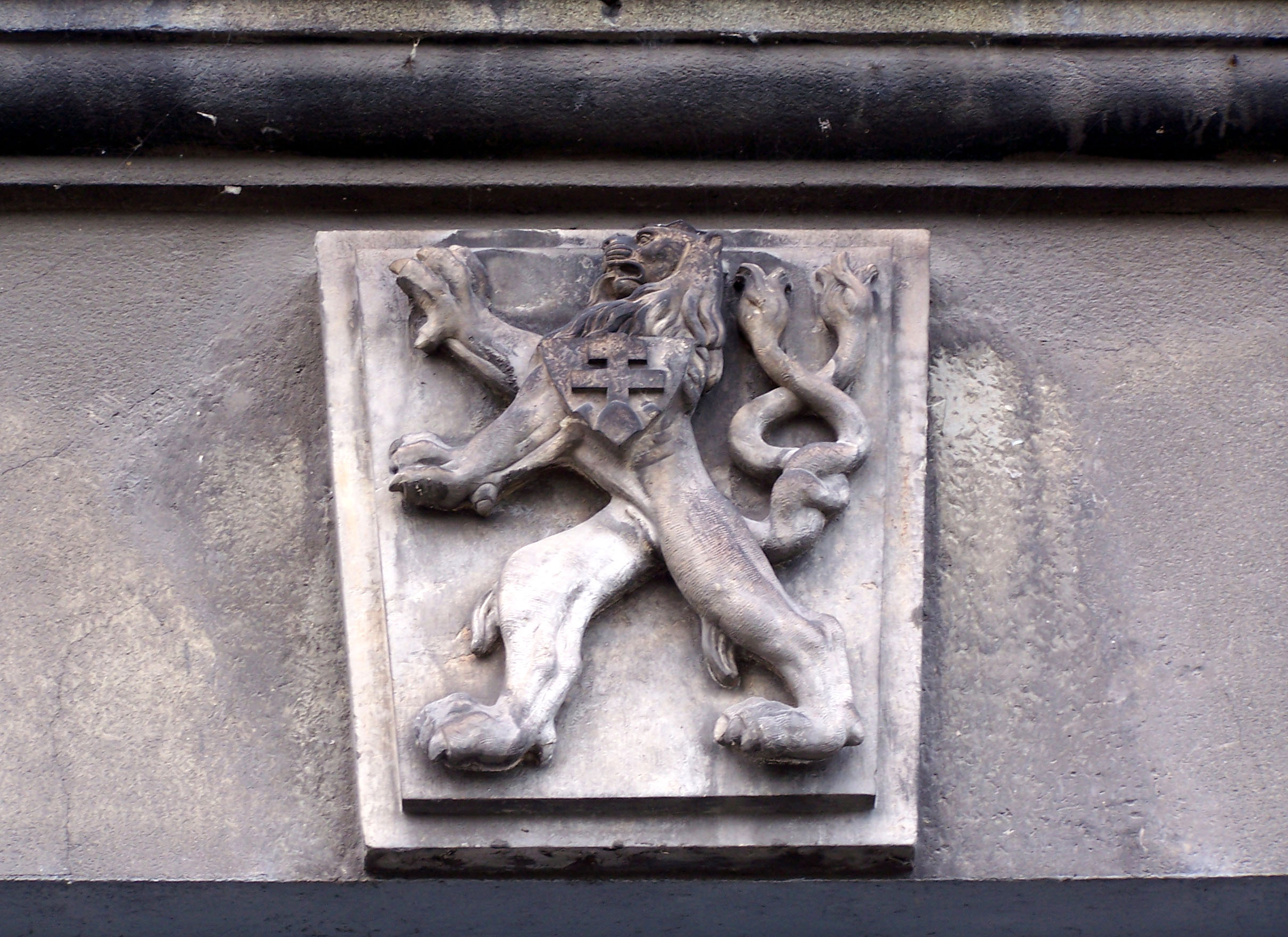
Československý státní znak na budově soudu
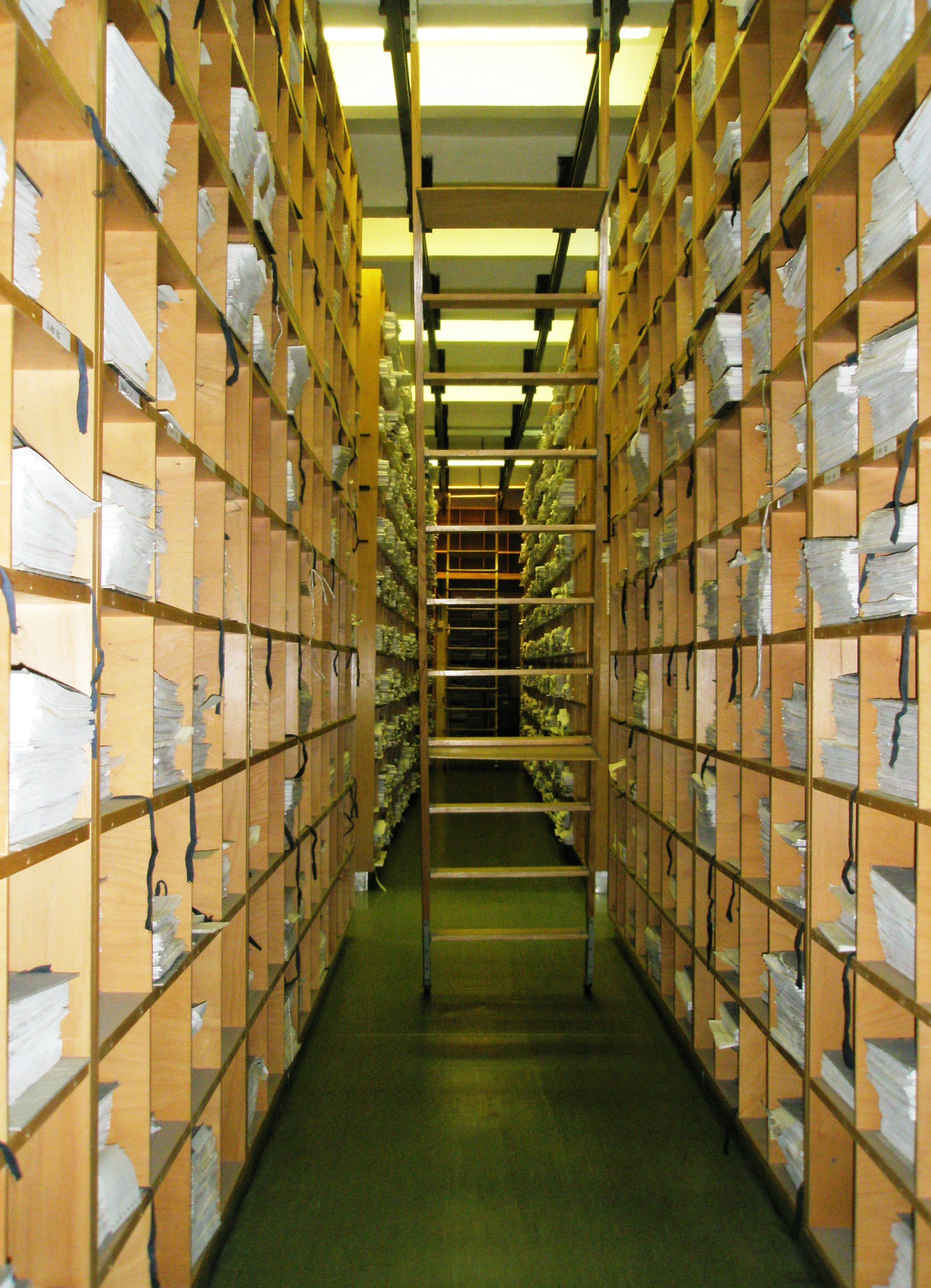
Spisovna soudu
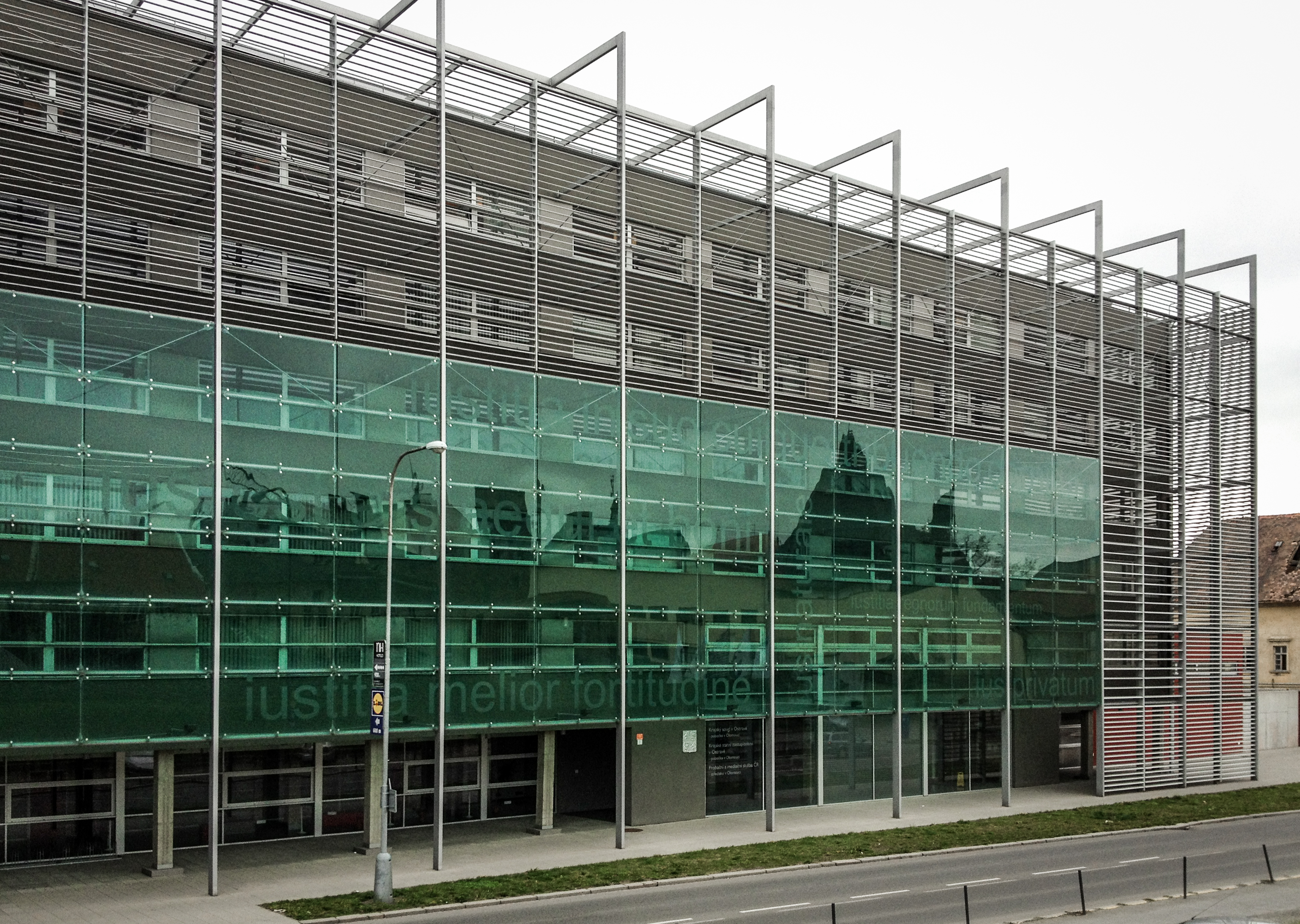
Budova olomoucké pobočky